# Ricardien (Richard III)
Pour les articles homonymes, voir Ricardien (homonymie).

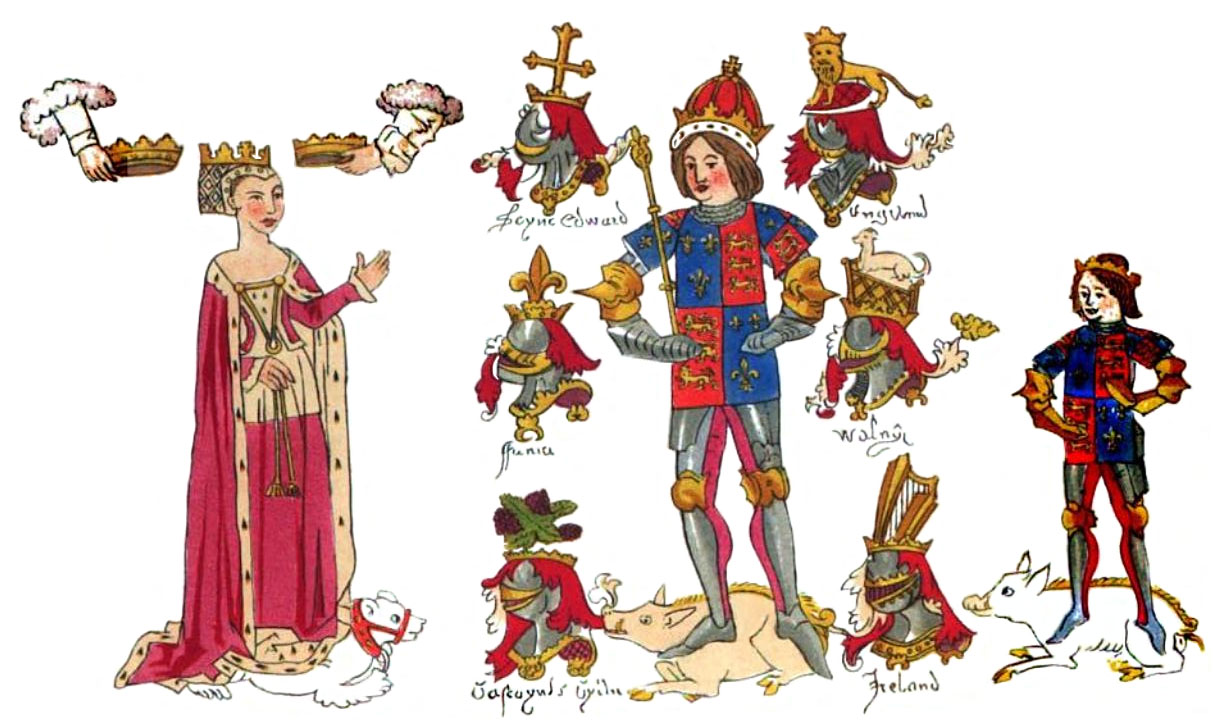
Richard et son fils debout sur des sangliers blancs dans un rouleau héraldique contemporain

Le terme Ricardien désigne des personnes qui s'emploient à réhabiliter la réputation posthume de Richard III, roi d'Angleterre de 1483 à 1485. 
Richard III a longtemps été dépeint de façon défavorable, notamment dans la pièce de William Shakespeare, Richard III. Dans leur effort pour présenter un tel dénigrement comme une propagande initiée par les Tudor, le travail des historiens ricardiens a donné lieu à l'édition de documents du règne de Richard et à des articles de recherche qui ont contribué à la bourse d'études d'Angleterre au cours des années 1480.
Les deux sociétés de Ricardiens les plus notables sont The Richard III Society et The Richard III Foundation, Inc. Une plus petite organisation, The Plantagenet Alliance, comprenant des descendants collatéraux de Richard III, est également considérée comme ricardienne.

## Histoire
L'historiographie ricardienne comprend des travaux par Horace Walpole et par sir George Buck, qui était le premier défenseur du roi, après la période Tudor.
La fiction ricardienne comprend The Daughter of Time (La Fille du Temps) de Josephine Tey et The Sunne in Splendour (Le Rai de Soleil) de Sharon Kay Penman. Elizabeth George écrit sur la découverte fictionnelle d'un document d'exonération dans sa courte nouvelle Moi Richard. L'écrivain de science-fiction Andre Norton, dans son roman de 1965 Quest Crosstime, dépeint une histoire alternative dans laquelle Richard III a été vainqueur à Bosworth et s'est révélé ensuite être le plus grand des rois d'Angleterre, « la réalisation de l'éclat de l'ère Élisabéthaine deux générations plus tôt ».

## The Richard III Society

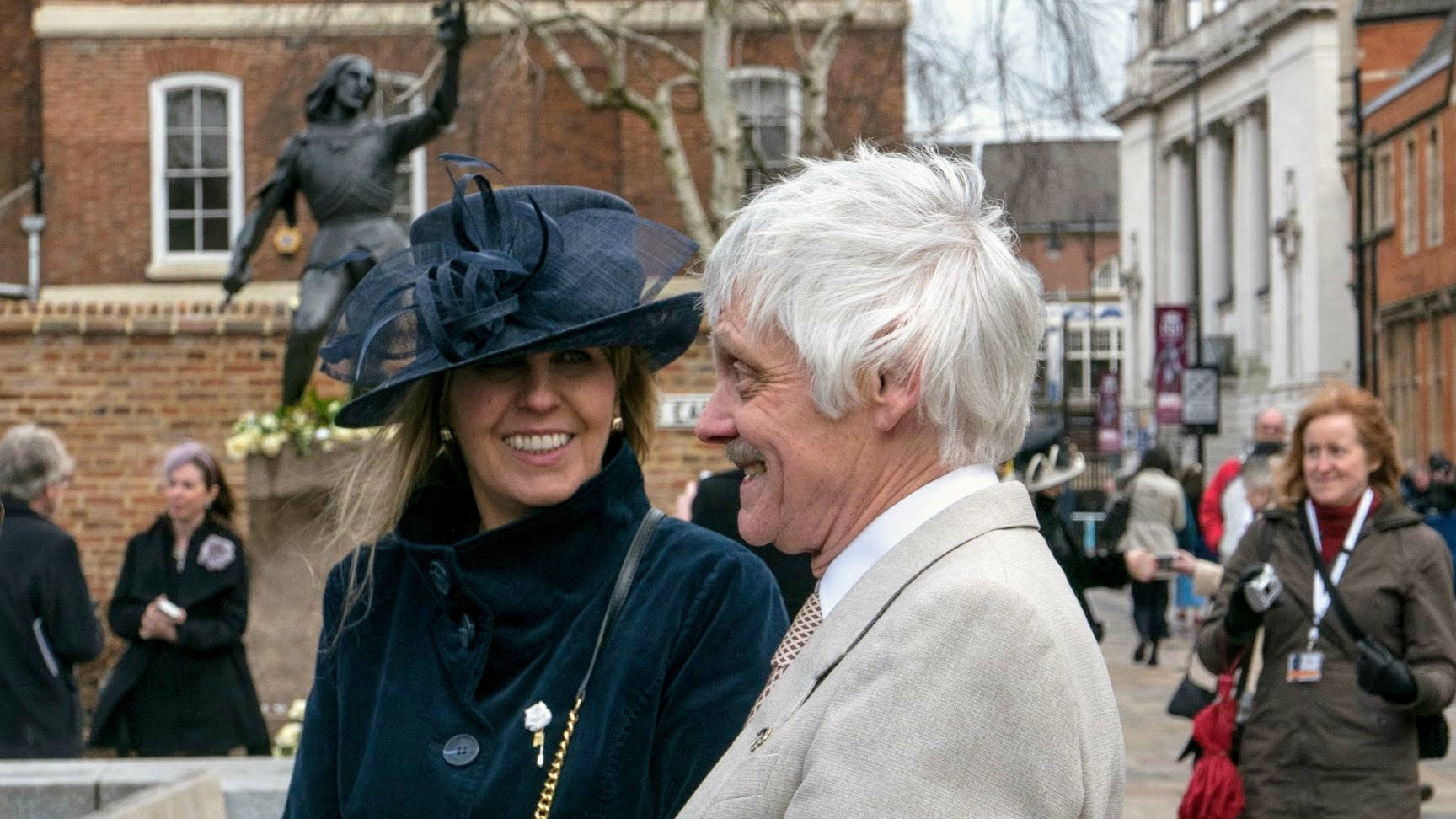
Image liée à l'article The Richard III

The Richard III Society a été fondée en 1924 par un chirurgien de Liverpool, S. Saxon Barton, sous le nom de The Fellowship of the White Boar : la Compagnie du Sanglier Blanc, emblème de Richard et symbole de l'armée de la Maison d'York dans la Guerre des Deux-Roses. Ses membres étaient à l'origine un petit groupe d'historiens amateurs intéressés dont le but était d'apporter une ré-évaluation de la réputation de Richard III.
La société est devenue moribonde au cours de la Seconde Guerre mondiale. En 1951, Josephine Tey a publié son roman policier La Fille du temps, dans lequel la culpabilité de Richard est examinée et mise en doute. En 1955, Laurence Olivier a publié son film d'après la pièce de Shakespeare  Richard III, qui, au début, admettait que la pièce était fondée sur une légende, et une biographie bienveillante et détaillée de Richard a été publié par Paul Murray Kendall, tout cela d'une certaine manière a redynamisé la société.
The Fellowship of the White Boar a pris le nom de The Richard III Society (Société Richard III) en 1959.
En 1980, le prince Richard, duc de Gloucester, est devenu mécène de la société. (Richard III a été Duc de Gloucester, avant de monter sur le trône, donc il a été, avant son ascension, (Prince) Richard, Duc de Gloucester).
En 1986, la société fonde le Richard III and Yorkist History Trust (Fondation d'histoire de Richard III et la Maison d'York), un organisme de bienfaisance enregistré, pour poursuivre la recherche et la publication liées à l'histoire de la fin du Moyen Âge en Angleterre.
La société publie une revue savante, The Ricardian  (ISSN 0048-8267).

### Redécouverte de Richard III
En 2012, la société, travaillant en partenariat avec l'université de Leicester et le Conseil municipal de Leicester, a exhumé un squelette sur le site de l'ancienne église Greyfriars qui a été identifié plus tard comme celui du Roi.
Philippa Langley, secrétaire de la branche écossaise de la Société Richard III, a inauguré la quête de la tombe perdue du Roi Richard dans le cadre de ses recherches en cours sur le monarque controversé. Son projet a marqué la première recherche de la tombe d'un roi d'Angleterre oint, et, en 2013, a donné lieu à un célèbre documentaire télévisé Richard III : un roi dans un parking par Darlow Smithson Productions pour la chaîne Channel 4. Depuis le début, Philippa a été nommée par le duc de Gloucester, patron de la Société Richard III, comme son point de contact pour la recherche et le projet de ré-inhumation, qui a abouti à une cérémonie appropriée de ré-inhumation et de commémoration pour le roi Richard à une place d'honneur dans la cathédrale de Leicester.
Philippa Langley et le Dr John Ashdown-Hill ont reçu l'ordre de l'empire britannique en reconnaissance de leurs services pour l'exhumation et l'identification de Richard III (London Gazette) en 2015, lors des Queen's Birthday Honours.

## The Richard III Foundation, Inc.
La fondation est un organisme à but non lucratif paragraphe 501(c)(3) à visée pédagogique. Les objectifs de la fondation sont d'étudier, de partager et de stimuler l'intérêt pour la vie et l'époque du roi Richard III et la Guerre des Deux-Roses.
The Richard III Foundation, Inc. est la seule organisation ricardienne qui affirme ouvertement que son objectif est de réhabiliter et mettre en valeur Richard. Son site web déclare que « La Fondation vise à remettre en question la vision populaire du roi Richard III, en démontrant, par des bourses d'études que les faits de la vie et du règne de Richard sont en contraste frappant avec la caricature shakespearienne ».
La fondation constitue un point de ralliement pour les personnes qui partagent une fascination pour cette période dynamique de l'histoire. Grâce à la recherche continue, leur travail est d'identifier et de traduire les documents et les textes qui apportent un nouvel éclairage sur cette importante période de l'histoire .

## The Plantagenet Alliance
The Plantagenet Alliance est un regroupement de quinze personnes qui prétendent être des « descendants en ligne collatérale (non directe) de Richard III », et ont été décrits comme un « fan club ricardien ». 
Le groupe fait campagne en 2013 et 2014, sans succès, afin d'obtenir la réinhumation de Richard à la cathédrale d'York plutôt qu'à celle de Leicester, en affirmant qu'il s'agissait de son souhait,. Le groupe n’obtient pas le nombre de signatures nécessaires pour que la pétition soit débattue devant le parlement.